# Toshiki Ishikawa
Toshiki Ishikawa (født 10. juli 1991) er en japansk fodboldspiller, som spiller for den japanske fodboldklub Omiya Ardija.